# Paganini (operetă)
Paganini  (titlul original: în germană Paganini) este o operetă în trei acte de Franz Lehár,
al cărui libret a fost scris de Paul Knepler și Béla Jenbach , premiera absolută având loc în Viena la „Johan Strauß-Theater”. 
Libretul (cu titlul inițial în germană Hexenmeister = Vrăjitorul)  se baza pe zvonurile care circulau cu privire la legătura amorosă pe care Niccolò Paganini ar fi avut-o cu Anna Elisa, ducesă de Lucca, sora împăratului Napoleon I al Franței.  De fapt, totul a fost doar o pasiune amoroasă trecătoare, în urma căreia celebrul violonist a părăsit Italia cu convingerea că singura sa dragoste rămâne doar muzica și vioara sa, care nu-l va trăda niciodată.
Adevărul istoric este că, înainte de a deveni un virtuoz, aflat permanent în turnee, Paganini a fost angajat ca violonist la proaspăt înființata "Orchestră Națională" din Lucca. Din cauza dificultăților materiale prin care trecea orașul, orchestra a fost desființată la scurt timp. În 1805, Napoleon i-a atribuit principatul Lucca surorii sale, Elisa Bacchiocchi, care, în 1806 l-a invitat pe Paganini să se angajeze în orchestra de cameră a Curții, ca al doilea violonist. După ce și această orchestră a fost desființată, Paganini a devenit membru al cvartetului de coarde al familiei ducale și a început să-i dea lecții de muzică tânărului prinț și să dirijeze spectacole de operă. În 1809, invocând motive personale, Paganini a părăsit activitățile din Lucca, și a început o viață de turnee. Plecând de la aceste fapte, Lehár și Knepler au realizat o așa numită "operetă biografică", un stil foarte popular la începutul secolului XX, în care unor personaje istorice reale li se atașează o povestire romanțată, plină de aventuri amoroase. Personajul central reprezintă stereotipul contemporan al artistului romantic și al misiunii sale nobile: acesta nu vrea să aparțină vreunei femei, ci trebuie să trăiască numai pentru arta sa. 

Premiera din România a avut loc la Teatrul Național de Operetă „Ion Dacian” București în data de 8 iunie 2003. 

## Personaje
- Maria Anna Elisa, Principesa de Lucca și Piombino ((Mezzo)-Soprană), sora lui Napoleon
- Principele Felice Bacciocchi, soțul ei
- Niccolò Paganini (tenor)
- Bartucci, impresarul său
- Contele Hédouville, general în armata lui Napoleon
- Marchizul Giacomo Pimpinelli, Șambelanul Principesei (buffo)
- Contesa de Laplace, doamnă de curte
- Bella Giretti, Primadonna la Opera din Lucca (subretă)
- Corallina
- un hangiu, hangița, domni și doamne de curte, dansatoare, popor rural, soldați, valeți, traficanți, rapandule